# Nam Áo, Nghi Lan

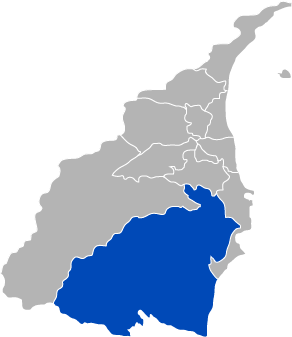
Vị trí tại Nghi Lan

Nam Áo (tiếng Trung: 南澳; bính âm: Nán'ào) là một hương (xã) của huyện Nghi Lan, tỉnh Đài Loan, Trung Hoa Dân Quốc (Đài Loan). Hương có địa hình đồi núi và một phần đáng kể cư dân trong hương là người thổ dân Đài Loan Atayal, diện tích của hương là 740.6520 km², dân số vào tháng 8 năm 2011 là 5.940 người thuộc 1.830 hộ gia đình, mật độ cư trú chỉ đạt 8 người/km².